# Jan Skoczylas
Jan Skoczylas (ur. 24 września 1951 w Wadowicach) – polski jeździec, trener, specjalista od budowy parkurów i crosów, olimpijczyk z Monachium 1972.
Zawodnik specjalizujący się w WKKW. Pierwszy sukces na arenie międzynarodowej odniósł jako junior w roku 1968 zdobywając w drużynie brązowy medal na pierwszych mistrzostwach Europy Juniorów w WKKW. W tym samym roku zdobył brązowy medal na mistrzostwach Polski juniorów w WKKW.
W roku 1972 zdobył tytuł wicemistrza Polski seniorów w WKKW na koniu Cyriak.
Na igrzyskach olimpijskich w 1972 roku wystartował w WKKW zajmując indywidualnie 36. miejsce, a w konkursie drużynowym (partnerami byli: Jacek Wierzchowiecki, Marek Małecki, Wojciech Mickunas) Polska została sklasyfikowana na 10. miejscu.
Po zakończeniu kariery sportowej trener. w latach 1980-1985 trener reprezentacji Finlandii w WKKW. Jest licencjonowanym specjalistą od budowy parkurów i crossów.